# Hasan Kaleshi
Hasan Kaleshi (ur. 7 marca 1922 w Srbicy, zm. 19 lipca 1976) – kosowski albanolog i orientalista specjalizujący się w turkologii i arabistyce, tłumacz literatury arabskiej. Od 1949 roku do swojej śmierci opublikował ok. 400 różnych publikacji z zakresu orientalistyki.

## Życiorys
Hasan Kaleshi w wieku 6 lat zaczął uczyć się Koranu na pamięć, a po czterech latach otrzymał tytuł hafiza.
Podczas II wojny światowej, gdy Kosowo należące do Jugosławii było okupowane przez siły włoskie, pracował jako tłumacz.
W 1951 roku ukończył studia na Wydziale Orientalistycznym Uniwersytetu w Belgradzie, gdzie również studiował romanistykę. Na tym uniwersytecie w 1960 roku obronił pracę doktorską pod tytułem Najstariji vakuvski dokumenti iz Jugoslavije na arapskom jeziku. W 1965 studiował turkologię na Uniwersytecie Hamburskim.
W latach 1967–1970 pracował w Wydziale Historii Instytutu Albanologii w Prisztinie. Następnie od 1970 roku pracował na Uniwersytecie w Prisztinie, trzy lata później z jego inicjatywy powstał Wydział Orientalistyki na tym uniwersytecie.
Wykładał na wielu uczelniach, między innymi w Paryżu, Hamburgu, Berlinie, Monachium, Wiedniu, Stambule, Rzymie, Ankarze, Kairze, Nowym Jorku, Chicago, Atenach, Sofii, Prisztinie i Tiranie.
Deklarował znajomość wielu języków: albańskiego, serbskiego, chorwackiego, bośniackiego, bułgarskiego, tureckiego, osmańskiego, arabskiego, perskiego, włoskiego, francuskiego, niemieckiego, angielskiego.

## Wybrane publikacje[2]
- Depërtimi turk në Ballkan dhe islamizimi si faktorë të ekzistencës etnike dhe kombëtare të popullit shqiptar
- Leksikonin për Historinë e Evropës Juglindore
- Vërejtje rreth gjuhës së përdorur në gazetarinë tonë (1949)
- Letërsia bashkëkohore shqipe në Jugosllavi (1952)
- Letërsia bashkëkohore egjiptiane (1956)
- Risitë në poezinë moderne arabe (1962)
- Dokumentacion në arabisht i vakëfeve në Republikën Federative të Jugosllavisë (1972)
- Fjalori serbokroatisht-arabisht (1988, wydanie pośmiertne)

## Życie prywatne
Hasan Kaleshi był synem Myderriza Adema Efendiu i wnukiem Myderriza Eliego Efendiu.